# 모모와 다락방의 수상한 요괴들
모모와 다락방의 수상한 요괴들(ももへの手紙)은 2012년에 개봉한 일본의 판타지 애니메이션이다. 2011년 12월 15일 문화청 미디어 예술제 애니메이션 부문에서 우수상을 수상한 작품으로, 2012년 4월 7일 일본 히로시마현, 에히메현의 영화관에서 선행 공개되어 4월 21일 일본 전국에 개봉되었다.

## 줄거리
엄마와 작은 섬 시오지마로 이사를 가게 된 일본의 수도 도쿄에서 온 소녀 모모는 다락방에서 오래된 그림책 한권을 발견하게 된다. 책 속에는 요괴들이 봉인되어 있었는데 모모 덕분에 봉인에서 풀려나게 된다.
그녀의 아버지의 사망 이후, 그녀는 그녀의 아버지의 장례식에 그녀의 어머니와 참석한다.
그녀는 그녀의 친구를 만나고, 그녀의 친구의 여동생도 만나게 된다. 그러나, 그녀의 눈에는 요괴가 보였다.
그녀의 어머니는 그녀의 남편의 사망 소식을 듣고
눈물을 흘린다. 그녀는 그녀의 아버지의 영정사진 앞에 두손을 모은다.
그러나, 요괴들은 그녀의 어머니의 거울을 깨뜨리고, 그녀는 어머니에게 혼나게 된다.
그녀는 어머니와 의견 충돌로 불화가 생기고, 그녀는 집을 나갔다.
요괴들은 그녀의 이야기를 들어준다. 그녀는 아버지의 사망 직전에 있었던 불화를 이야기한다. 그런데,  그녀의 어머니는 천식을 앓았다. 그녀는 우체부 아저씨의 오토바이를 타고
다리를 건넌다. 그녀의 친구는 그녀를
응원해줬다. 그녀는 그녀의
친구 덕분에 다리들을 건너게 된다. 요괴들이 그녀의 아픈 엄마가 병원에 갈수 있게
도와줬다. 요괴들은 모든 임무를 마치고 천상으로 돌아간다.
그녀의 어머니는 병원으로 옮겨져 회복단계에 들어갔다. 결국, 그날 밤, 축제가 진행되는 현재 시점에서 그녀와 그녀의 어머니는 화해를 했다. 그녀는 그녀의 아버지에게 편지를 보냈다. 그녀의 사망한 아버지는 그녀에게 답장을 보냈다.
그러나, 답장의 내용은 사라졌다.
다음 날, 그녀는 친구들과 다이빙을 했다.
이 영화는 해피엔딩으로 마무리된다.

## 출연진
- 미야마 카렌 - 모모 역
- 유카 - 이쿠코 미야우라 역
- 사카구치 요시사다 - 할아버지 역
- 타니 이쿠코 - 할머니 역
- 니시다 토시유키 - 이와 역
- 오가와 타케오 - 코이치 역
- 야마데라 코이치 - 카와 역